# Malabarpfeifdrossel

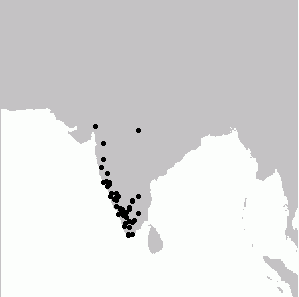
Verbreitungsgebiet der Malabarpfeifdrossel

Die Malabarpfeifdrossel (Myophonus horsfieldii) ist eine in Asien vorkommende Singvogelart (Passeri) aus der Familie der Fliegenschnäpper (Muscicapidae). Der Artname ehrt den britischen Zoologen und Botaniker Thomas Horsfield.

## Merkmale
Die Malabarpfeifdrossel erreicht eine Körperlänge von ca. 30 Zentimetern und ein Gewicht von 101 bis 130 Gramm. Zwischen den Geschlechtern besteht kein Sexualdimorphismus. Die Farbe des gesamten Gefieders ist ein dunkles Blau, das je nach Lichteinfall auch glänzend blau irisieren kann. Stirn und Schulterfedern heben sich hellblau ab. Der Schnabel bei beiden Geschlechtern ist schwarz, die Iris schwarzbraun, Beine und Füße haben eine dunkelgraue Farbe.

## Ähnliche Arten
Die sehr ähnlich gefärbte Purpurpfeifdrossel (Myophonus caeruleus) unterscheidet sich in ihren westasiatischen Vorkommensgebieten durch den gelben Schnabel, der in den chinesischen und östlichen Populationen hingegen wie bei der Malabarpfeifdrossel ebenfalls schwarz ist. Im Westen Indiens gibt es jedoch kein gemeinsames Vorkommen der beiden Arten.

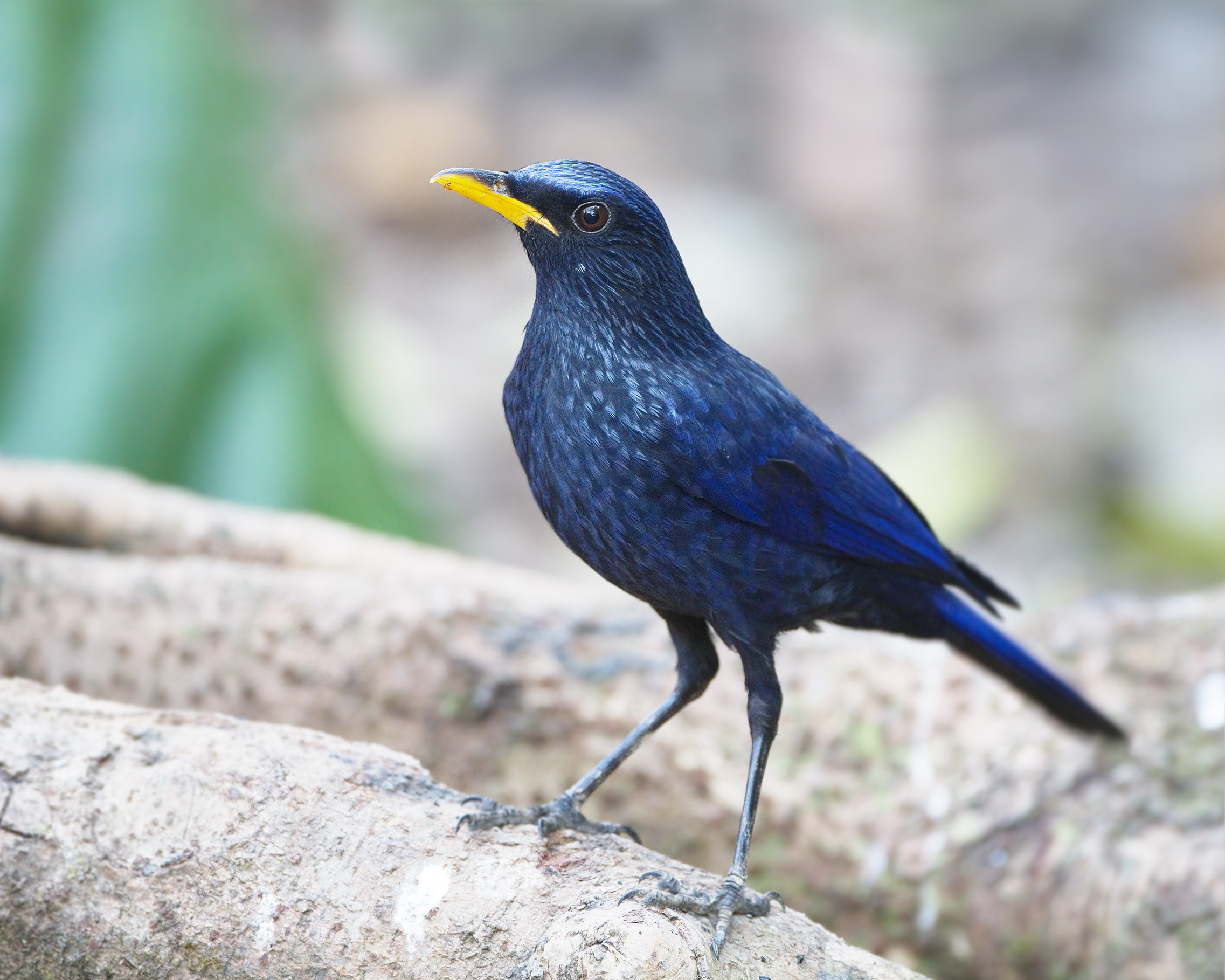
Purpurpfeifdrossel
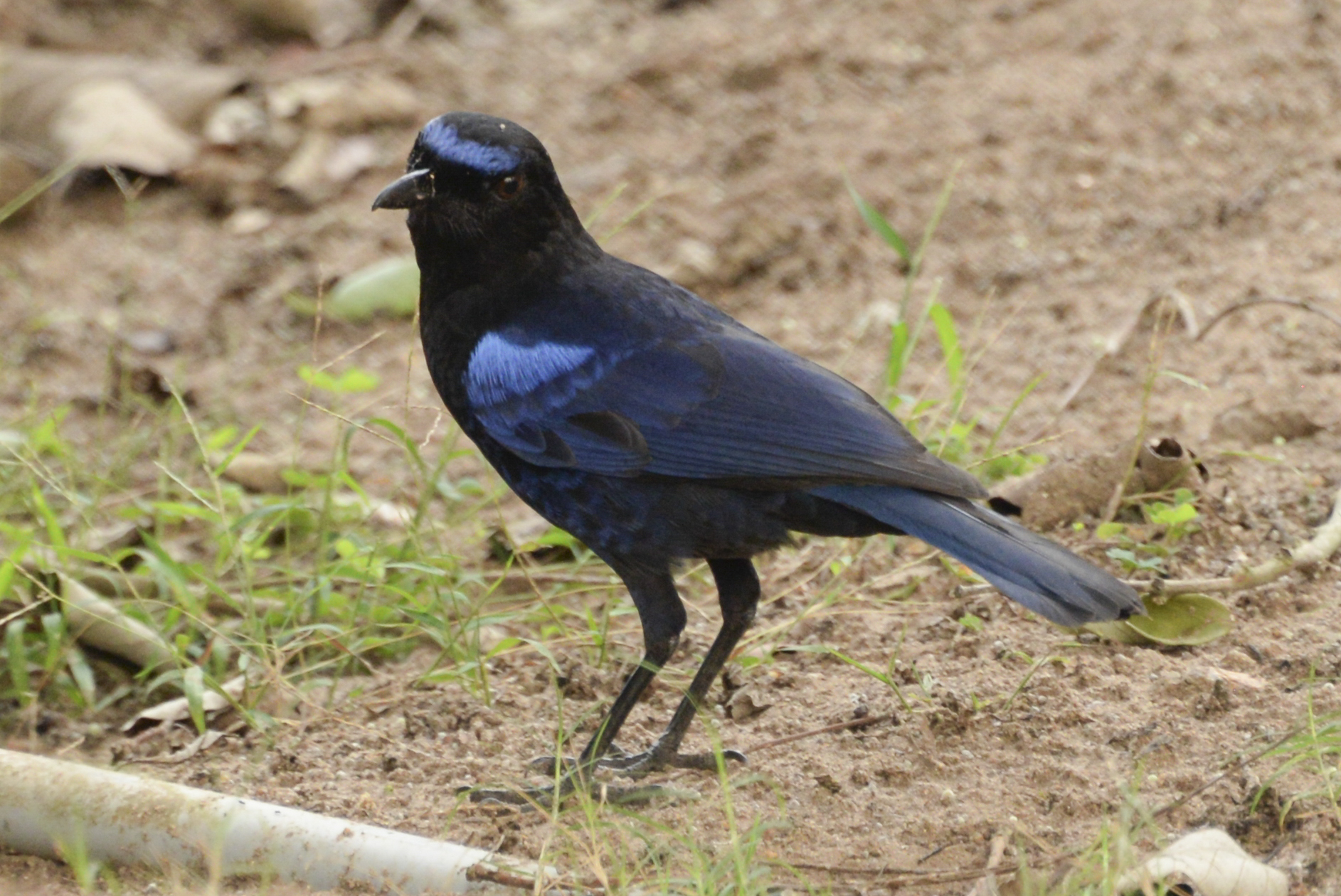
Malabarpfeifdrossel
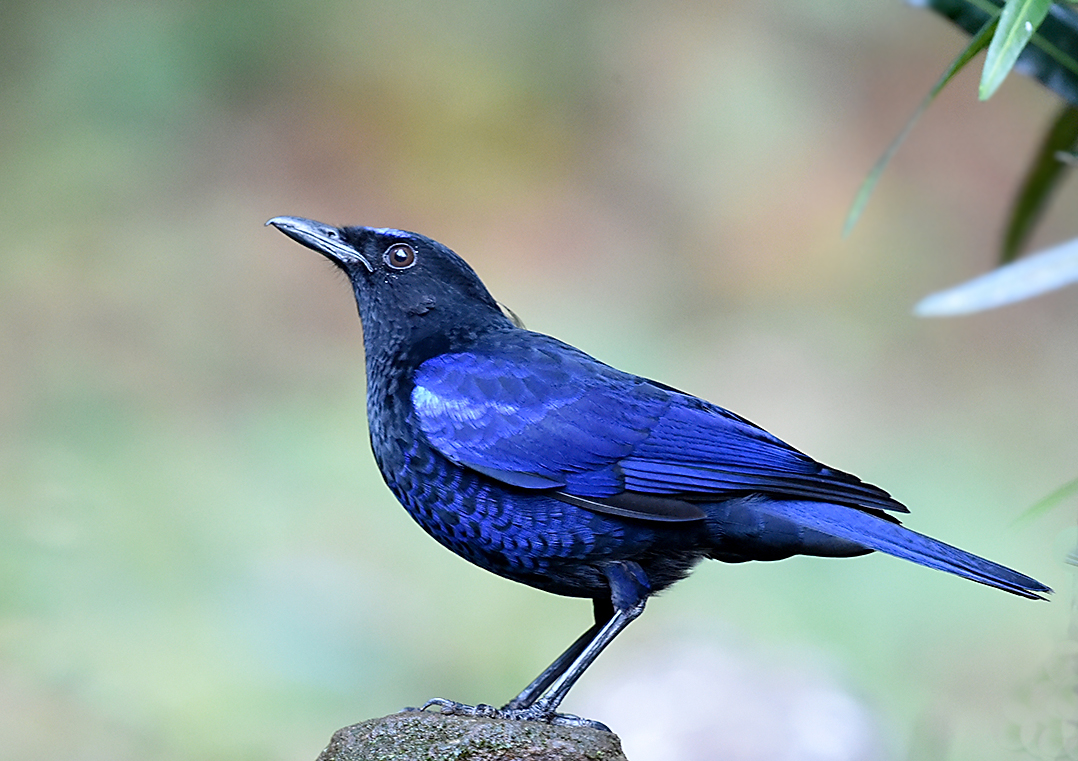
Malabarpfeifdrossel mit irisierenden Flügeln

## Verbreitung, Unterarten und Lebensraum
Die Malabarpfeifdrossel kommt in erster Linie entlang der Malabarküste im Westen und Südwesten Indiens vor. Isolierte Vorkommen gibt es außerdem im Hochland von Dekkan. Ihr bevorzugter Lebensraum sind feuchte Wälder. Die Vögel sind von der Ebene bis in Höhenlagen von 2200 Metern anzutreffen. Es werden keine Unterarten geführt.

## Lebensweise
Malabarpfeifdrosseln halten sich überwiegend in Wäldern am Rand von Gewässern auf. Sie leben sehr zurückgezogen und überwiegend einzeln, außer während der Brutzeit, die im Juni beginnt. Sie ernähren sich von Schnecken, Würmern, kleinen Fröschen und Krabben sowie von Insekten, Beeren werden selten angenommen. Die Nahrung wird überwiegend vom Boden aufgelesen. Schneckenhäuser und Krabbenpanzer werden durch Schlagen gegen Felsen zerschmettert, um an die weichen Innereien zu gelangen. Sie zeigen damit ein ähnliches Verhalten wie die heimische Singdrossel (Turdus philomelos), die Drosselschmieden anlegt. Die Lautäußerungen der Malabarpfeifdrosseln bestehen aus einer Serie verschiedener greller Pfeiftöne, die variationsreich aneinandergereiht werden. Sie sind jedoch auch in der Lage, verschiedene Laute und sogar kurze Liedpassagen zu imitieren, weshalb sie früher zuweilen als Haustiere in Käfigen gehalten wurden.

## Bestand und Gefährdung
Die Malabarpfeifdrossel ist in ihren Vorkommensgebieten nicht selten und wird demzufolge von der Weltnaturschutzorganisation IUCN als „least concern = nicht gefährdet“ geführt.